# Gilberto Aceves Navarro
Gilberto Horacio Aceves Navarro (Ciudad de México, 24 de septiembre de 1931-Ciudad de México, 20 de octubre de 2019) fue un pintor, escultor y grabador de origen mexicano y uno de los mayores exponentes del expresionismo abstracto en México. Fue colaborador de Siqueiros y miembro del Salón de la Plástica Mexicana, aunque otros lo incluyen en el movimiento de la Ruptura.

## Semblanza biográfica
Su madre fue una cantante de ópera. Su gusto por el dibujo era inmenso y comenzó al pintar una figura para su abuelo. Gilberto Aceves estudió en la Escuela Nacional de Pintura, Escultura y Grabado "La Esmeralda" en 1950 bajo la dirección de Enrique Assad, Ignacio Aguirre y Carlos Orozco Romero. En 1952 trabajó como asistente con el maestro David Alfaro Siqueiros en los murales de Rectoría en la Universidad Autónoma de México. Aceves continuó sus estudios en "La Esmeralda" en 1953 con el maestro Isidro Ocampo en el área de grabado; posteriormente es expulsado de la escuela.
De 1957 a 1961 impartió clases en el Institute of Mexican-American cultural exchange en Los Ángeles, California, para después en 1971 impartir clases en la Escuela Nacional de Artes Plásticas de la Universidad Nacional Autónoma de México (UNAM). Desde 1998 impartió clases en su taller ubicado en la Colonia Roma en la Ciudad de México. En 1968 realizó la obra Poema floral, mural al óleo realizado para el Pabellón de México en la Hemisfair de San Antonio Texas, EUA, en 1970 realizó la obra Yo canto a Vietnam, mural de acrílico para el Pabellón de México, en la Feria Mundial de Osaka, Japón.
Su mural Canto triste por Biafra, parte del acervo del Museo de Arte Moderno es considerado una pieza clave para el desarrollo de La Ruptura. Entre su obra mural también destacan Canto a la raza y Danzas de la vida y la muerte. En 1989 recibió la mención honorífica en la Bienal de Cannes Sur Mer en Francia, así como el Premio Universidad Nacional de la Universidad Nacional Autónoma de México (UNAM).
En 1994 realizó las obras murales Agredida por los zancudos, mural de acrílico sobre lámina de fierro, instalado en la carretera entre Zarzal y Roldanillo para el Museo Rayo, Roldanillo, Colombia y Los músicos, mural de acrílico sobre tela, New York, NY. E.U.A. Más tarde en 1996 realizó la obra mural La guerra y la Paz en la Av. J. Antonio Alzate y Av. Sta. María La Ribera en la Ciudad de México y la instalación efímera Monte Albán (11 000 botellas de vino) museo de Historia de México, Monterrey, N.L.
Aceves Navarro fue miembro de la Academia de Artes desde 2003, mismo año en que ganó el Premio Nacional de Ciencias y Artes en el área de Bellas Artes. En 2009 realizó una exposición retrospectiva que ocupó por completo el Palacio de Bellas Artes en la Ciudad de México.

## Análisis de su obra

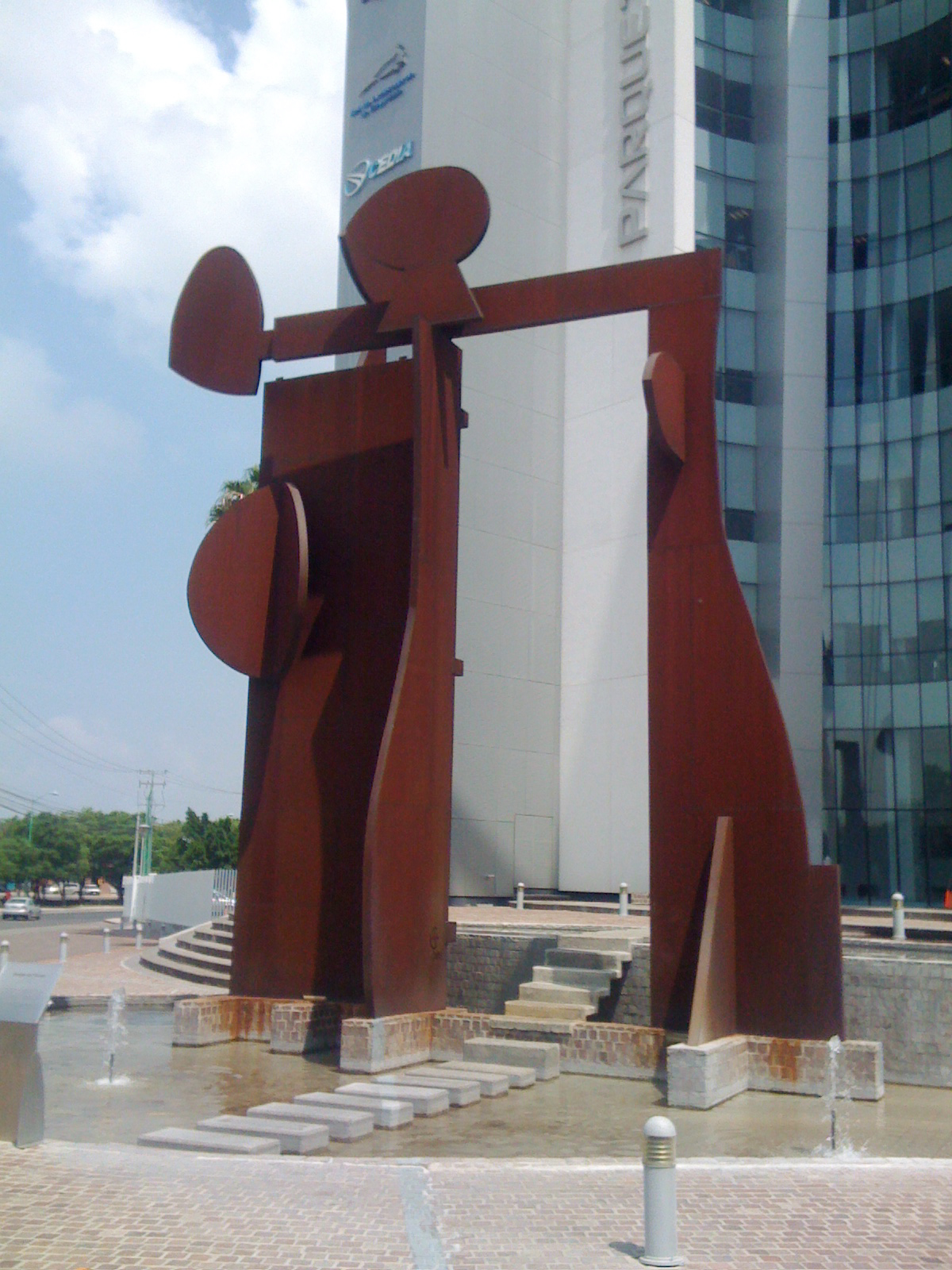
Sentido del Tiempo, escultura de Gilberto Aceves Navarro en Querétaro.

El repertorio de Aceves Navarro es muy extenso. En sus dibujos y pinturas incluye trazos vigorosos, ágiles y controlados, líneas, manchas, efectos resultantes al aplicar el material. El objetivo de poder reflejar en su pintura lo inmediato lo lleva a vagar por las calles a captar los personajes que ve pasar. Ha trabajado diversos formatos, dimensiones y materiales. Su estilo deriva de su amplio conocimiento del arte del pasado y de su autenticidad. Ha expuesto tanto en México como en el extranjero destacando las Bienales de Francia, Tokio, Cali y la Mostra Bianco e Nero de Lugano, Suiza.
En su libro La generación de la Ruptura y sus antecedentes, la crítica de arte Lelia Driben escribe que "muchas veces, por no decir todas o casi todas, Gilberto erosiona y hasta puede llegar a triturar la figura humana, sobre todo la femenina, pero termina rescatándola con delectación, con sensualidad, casi diríamos sumergiéndola en una corriente subterránea en la que juega una figura del pintor entregado a su contraparte, contraparte cómplice e indispensable, el eros del observador".
Además de la enseñanza basada en la institución, ha enseñado en su propio estudio y ha impartido talleres en varios lugares desde 1976. Ese año comenzó a enseñar a estudiantes seleccionados en su estudio, siendo Gabriel Macotela el primero, con Bety Ezban, Emilio Carrasco Gutiérrez , Bertha Kolteniuk, Tómas Gómez. Le siguen Robledo, Aníbal Angulo, Carlos Vidal y Francisco Muñoz Villagran. Los estudiantes posteriores incluyen a Verónica Ruiz de Velasco, Sergio Hernández, Javier Anzures, Melquiades Gonzales, Magali Lara, Pablo Amor, Manuel Marín, Marco Arce, Germán Venegas, Gabrial Macotila, Catalina Aroch y Ramón Peñaloza. Desde 1998, estas clases se han llevado a cabo en su estudio en Colonia Roma. Ha mantenido relaciones cercanas con varios de sus antiguos alumnos. También ha impartido talleres en Guanajuato, Monterrey, Oaxaca , Ciudad de México, Colima , Saltillo y Morelia.
En 1993 creó el escenario para la obra La Caída de Drácula en el Centro Cultural Helénico, y para En la boca de fuego en Cárceles de la Perpetua.
Recibió premios del Salón de la Plástica Mexicana tres veces (1958, 1964 y 1971). Recibió el Premio al Mérito Universitario de la UNAM por su labor docente en 1989. En 1997 y 2000, recibió subvenciones como Creador Artístico del Sistema Nacional de Creadores de Arte , convirtiéndose en miembro del comité de selección en 2002. En 2001, fue incluido en la Academia de Artes y nombrado Creador Emérito del Sistema Nacional de Creadores de Arte / CONACULTA. En 2003 recibió el Premio Nacional de Ciencias y Artes en la Ciudad de México y la Medalla Bellas Artes de laInstituto Nacional de Bellas Artes en 2011.

## Arte
Aceves Navarro nunca se retiró, ni siquiera a los ochenta y ocho años, porque le encantaba pintar. Le gustaba ver cómo los colores y las formas toman forma. Consideró que el arte no es una simple vocación agradable, sino más bien una necesidad y una especie de ejercicio mental. Creó murales, óleos, dibujos, escultura monumental, teatro y poesía.
Dijo que dibujar era fundamental para su vida y prefería trabajar solo en su estudio.
El arte muestra influencia de David Alfaro Siqueiros, Carlos Orozco Romero, Raúl Anguiano e Ignacio Aguirre. Su trabajo se considera entre el de la generación muralista y el de la Generación de la Ruptura, con elementos de ambos, pero prefirió ser clasificado con la Ruptura. El trabajo de Aceves Navarro también ha sido descrito como un precursor del expresionismo figurativo.

## Muerte
Falleció el 20 de octubre de 2019 en la Ciudad de México.